# Filozofia filmu
Filozofia filmu – dział filozofii i jedna z gałęzi estetyki, zajmująca się badaniem podstawowych problemów dotyczących filmu i filozoficzną refleksją nad kinem. Łączy się z pozostałymi dyscyplinami humanistycznymi analizującymi obraz filmowy, jak filmoznawstwo czy teoria filmu.
Pierwszym problemem, który zaistniał dla filozofii filmu, było uznanie kina za formę sztuki. Filmowi zarzucano, że stanowi on jedynie syntezę pozostałych sztuk, nadmiernie czerpiąc z innych form. Zarzut ten odparł przedstawiciel neokantowskiej szkoły badeńskiej Hugo Münsterberg, który za cechę wyróżniającą film uznał specjalne środki techniczne stosowane w narracji, jak retrospekcja czy zbliżenie. Zdaniem myśliciela filmowe środki wyrazu stanowią uprzedmiotowienie procesów mentalnych (np. retrospekcja jako odpowiednik ludzkiego wspomnienia).
Kluczową kwestią dla filozofii filmu jest refleksja nad emocjonalnym zaangażowaniem widza w film. Jedną z odpowiedzi na ten problem stanowi identyfikacja odbiorcy z ekranowym bohaterem i utożsamienie się z jego charakterem czy opowiadaną historią.
Przedmiotem zainteresowania filozofów jest również problem filmowej narracji. Zdaniem Seymoura Chatmana każdy film posiada narratora, który jest sumą poszczególnych elementów filmu: muzyki, aktorów, scenografii, edycji czy kolorów. Narracyjnej syntezy dokonuje widz w czasie odbioru, a nie film sam w sobie.
Thomas Wartenberg wskazuje, że kino często stawia pytania natury filozoficznej, jak namysł nad kondycją człowieka, istotą prawdy czy problematyką moralną. W argumentacji posługuje się przykładem filmu Ridleya Scotta z 1982, Łowca androidów, który skłania do powszechnych rozważań nad istotą człowieczeństwa.
Jednym z najważniejszych przedstawicieli współczesnej filozofii filmu jest amerykański myśliciel Noël Carroll, zajmujący się teorią identyfikacji, badaniem zjawiska suspensu i sztuk narracyjnych służących edukacji moralnej.